# Golubići (Oprtalj)
Pour les articles homonymes, voir Golubići.
Golubići (en italien : Golobici) est une localité de Croatie située en Istrie, dans la municipalité d'Oprtalj, dans le comitat d'Istrie. En 2001, la localité comptait 33 habitants.

## Démographie
| 1948 | 1953 | 1961 | 1971 | 1981 | 1991 | 2001 |
| ---- | ---- | ---- | ---- | ---- | ---- | ---- |
| 250  | 215  | 143  | 93   | 53   | 37   | 33   |